# Marcia Muller
Pour les articles homonymes, voir Muller.
Marcia Muller, née le 28 septembre 1944 à Détroit, Michigan, est un auteur américain de roman policier.

## Biographie
Elle obtient un diplôme d'anglais à l'université du Michigan et travaille comme journaliste, notamment pour le magazine américain Sunset avant de devenir écrivain à temps plein.
Elle a écrit de nombreux romans mettant en scène le détective privé féminin Sharon McCone. Elle a remporté le Shamus Award pour son roman Vanishing Point.
En 2005, Marcia Muller a reçu le prix Grand Master de l’association Mystery Writers of America. Elle s'est mariée en 1992 avec l’écrivain de littérature policière Bill Pronzini avec qui elle a collaboré sur plusieurs titres.
Certains de ses livres ont été publiés en français dans la Série noire.

## Œuvre

### SérieSharon McCone
- Edwin of the Iron Shoes (1977) Publié en français sous le titre De bric et de broc, Paris, Gallimard, Série noire no 2060, 1986.
- Ask the Cards a Question (1982)
- The Cheshire Cat's Eye (1983)
- Games to Keep the Dark Away (1984)
- Leave a Message for Willie (1984) Publié en français sous le titre Les Puces tuent !, Paris, Gallimard, Série noire no 2067, 1986.
- Double (1984) avec Bill Pronzini
- There's Nothing to Be Afraid Of (1985)
- Eye of the Storm (1988)
- There's Something in a Sunday (1989) Publié en français sous le titre Ça brouillasse à Frisco, Paris, Gallimard, Série noire no 2251, 1990.
- The Shape of Dread (1989) Publié en français sous le titre À claquer des dents, Paris, Gallimard, Série noire no 2240, 1990.
- Trophies and Dead Things (1990)
- Where Echoes Live (1991)
- Pennies on a Dead Woman's Eyes (1992)
- Wolf in the Shadows (1993)
- Till the Butchers Cut Him Down (1994) Publié en français sous le titre La Course contre la mort, Paris, Flammarion, 1996.
- A wild and lonely Place (1995) Publié en français sous le titre Les Mains liées, Paris, Flammarion, 1998.
- The Broken Promise Land (1995)
- Both Ends of the Night (1997)
- While Other People Sleep (1998)
- A Walk Through the Fire (1999)
- Listen to the Silence (2000)
- Dead Midnight (2002)
- The Dangerous Hour (2004)
- Vanishing Point (2006)
- The Ever-Running Man (2007)
- Burn Out (2008)
- Locked In (2009)
- Coming Back (2010)
- City of Whispers (2011)
- Looking For Yesterday (2012)
- The Night Searchers (2014)
- Someone Always Knows (2016)
- The Color of Fear (2017)
- The Breakers (2018)
- Ice and Stone (2021)

### SérieHelena Oliverez
- The Tree of Death (1983)
- The Legend of the Slain Soldiers (1985)
- Beyond the Grave (1987) avec Bill Pronzini Publié en français sous le titre Mais où sont les Trésors d'antan ?, Paris, Gallimard, Série noire no 2113, 1987.

### SérieJoanna Stark
- The Cavalier In White (1986)
- There Hangs the Knife (1988)
- Dark Star (1989)

### SérieSoledad County
- Point Deception (2001)
- Cyanide Wells (2003)
- Cape Perdido (2005)

### SérieCarpenter and Quincannon
Coécrit avec Bill Pronzini 
- The Bughouse Affair (2013)
- The Spook Lights Affair (2013)
- The Body Snatchers Affair (2015)
- The Plague of Thieves Affair (2016)
- The Dangerous Ladies Affair (2017)

### Autre roman
- The Lighthouse (1987) avec Bill Pronzini

### Anthologies
- Avec Bill Pronzini : vingt collections, principalement mystère, suspense et western.

## Référence
- Claude Mesplède (dir.), Dictionnaire des littératures policières, vol. 2 : J - Z, Nantes, Joseph K, coll. « Temps noir », 2007, 1086 p. (ISBN 978-2-910-68645-1, OCLC 315873361).